# Swamppop
Swamppop is een type muziek dat is ontstaan in het zuiden van de Amerikaanse staten Louisiana en Texas. Het muziekgenre ontstond bij jongeren die waren opgegroeid met de plaatselijke cajunmuziek en beïnvloed werden door de moderne popmuziek en de muziek uit New Orleans.

## Sound
De swamppopsound wordt gekenmerkt door emotionele liefdesteksten, honkytonkpiano, zware baslijnen, een blazerssectie met een sterke rhythm-and-blues drumbeat. Een voorbeeld hiervan is Bobby Charles' See You Later, Alligator. De invloed van swamppop is te horen in The Rolling Stones' cover van Barbara Lynn's You'll Lose a Good Thing en Oh Baby (We Got A Good Thing Goin'), The Honeydrippers' versie van Phil Phillips' Sea of Love, Elvis Presleys opname van Johnny Aces Pledging My Love en The Beatles' Oh! Darling.

## Swamprock
Swamprock is een afgeleide van swamppop, waarbij de nadruk meer op rockmuziek uit de jaren '60 is komen te liggen dan op de rhythm-and-blues uit de jaren '50. Creedence Clearwater Revival, Tony Joe White, Delaney & Bonnie en Jesse Ed Davis zijn voorbeelden van artiesten wiens werk onder swamprock kan worden gerekend.

### Bekende artiesten
| - Freddy Fender - Creedence Clearwater Revival - Tony Joe White - John Fogerty |